# Ghanaische Basketballnationalmannschaft der Damen
Die ghanaische Basketballnationalmannschaft der Damen ist die Auswahl ghanaischer Basketballspielerinnen, welche die Amateur Basketball Association of Ghana auf internationaler Ebene, beispielsweise in Freundschaftsspielen gegen die Auswahlmannschaften anderer nationaler Verbände, aber auch bei internationalen Wettbewerben repräsentiert. Größter Erfolg war der dritte Platz bei der Afrikameisterschaft 1979. 1962 trat der nationale Verband dem Weltverband Fédération Internationale de Basketball (FIBA) bei. Im Juni 2014 wurde die Mannschaft auf dem 73. Platz in der Weltrangliste der Frauen geführt.

## Internationale Wettbewerbe

### Ghana bei Weltmeisterschaften
Die Mannschaft konnte sich bisher nicht für eine Weltmeisterschaft qualifizieren.

### Ghana bei Olympischen Spielen
Bisher gelang es der Mannschaft nicht, sich für die olympischen Basketballwettbewerbe zu qualifizieren.

### Ghana bei Afrikameisterschaften
Die Mannschaft kann bisher drei Teilnahmen an der Afrikameisterschaft vorweisen:
| - 1966: nicht qualifiziert - 1968: nicht qualifiziert - 1970: nicht qualifiziert - 1974: nicht qualifiziert - 1977: 6. Platz - 1979: 3. Platz - 1981: nicht qualifiziert - 1983: nicht qualifiziert - 1984: nicht qualifiziert - 1986: nicht qualifiziert - 1990: nicht qualifiziert | - 1993: nicht qualifiziert - 1994: nicht qualifiziert - 1997: nicht qualifiziert - 2000: nicht qualifiziert - 2003: nicht qualifiziert - 2005: nicht qualifiziert - 2007: nicht qualifiziert - 2009: nicht qualifiziert - 2011: 12. Platz - 2013: nicht qualifiziert |

### Ghana bei den Afrikaspielen
Die Damen-Basketballnationalmannschaft Ghanas nahm bisher nicht an den Wettbewerben der Afrikaspiele teil.